# 洪堡 (內布拉斯加州)
洪堡（英語：Humboldt）是位於美國內布拉斯加州理查森縣的城市。

## 人口
根據2020年美國人口普查的數據，洪堡的面積為3.46平方千米，皆為陸地。當地共有人口800人，而人口密度為每平方千米231人。